# Michael Michalsky
 (octobre 2014).
Michael Michalsky, né le 23 février 1967 à Göttingen, est un styliste, ensemblier, designer et homme d'affaires allemand. Il est le fondateur et le chef designer de la marque de mode Michalsky. Il est également le directeur artistique du fabricant de sac à main Modern Creation Munich depuis 2005. En plus de son entreprise, Michalsky dirige l'agence Michalsky DesignLab, qui offre des services de conception. 

## Biographie
Michael Michalsky étudie au London College of Fashion (en). Après avoir obtenu son diplôme, Michalsky tient sa promesse de travailler dans un hospice de soins palliatifs puis commence sa carrière chez Levi Strauss & Co. Par la suite, il travaille onze ans pour Adidas, développant durant cette époque diverses collaborations avec des artistes. Il est approché par un groupe coréen pour prendre la direction artistique de la marque allemande MCM (en),. En 2006, en parallèle de ses activités pour MCM, il fonde sa propre entreprise à Berlin, Michalsky Holding GmbH et présente peu après ses premières collections sous la marque Michalsky. Il dessine également des créations sportswear pour une marque chinoise depuis 2009.

## Animation
- 2018 : German Next Topmodel : Juge